# Meroles squamulosus
Meroles squamulosus es una especie de lagarto del género Meroles, familia Lacertidae, orden Squamata. Fue descrita científicamente por W. Peters en 1869.

## Descripción
Son lagartos de tamaño mediano, cada uno con una cabeza pequeña, un cuerpo y una cola larga.

## Distribución
Se distribuye por Tanzania, Zambia, Angola, Zimbabue, Botsuana, Namibia, Sudáfrica y Malaui.